# بلین هورن
بلین هورن (به لاتین: Blinnenhorn) یک کوه در سوئیس است که در کانتون وله واقع شده‌است. بلین هورن ۳٬۳۷۴ متر بالاتر از سطح دریا واقع شده‌است.